# Ghelamco Group
Ghelamco Group – belgijskie przedsiębiorstwo deweloperskie założone w 1985 r. Poza działalnością w Belgii grupa realizuje inwestycje w Polsce, Rosji oraz na Ukrainie.

## Działalność w Belgii
W kraju pochodzenia grupa zrealizowała wiele obiektów mieszkaniowych w Knokke-Heist (zarówno budownictwo jedno- jak i wielorodzinne), budynki mieszkalne oraz mieszane w Brukseli, apartamentowiec w De Panne oraz budynek mieszanego użytku w Leuven. W trakcie realizacji lub planowania są kolejne obiekty w Knokke i Brukseli oraz w Oostduinkerke, Gandawie oraz Wavre, w tym Stadion w Gandawie.

## Działalność w Polsce
Działalność w Polsce grupa skoncentrowała na sektorze biurowym rynku warszawskiego. Poza tym posiada zrealizowane inwestycje we Wrocławiu i Katowicach.

## Warszawa
- Bokserska Distribution Centre – centrum logistyczne powstałe na Mokotowie w 2001 r. Oferuje 18 000 m² powierzchni biurowej oraz magazynowej.
- Bokserska Office Centre – zrealizowany w 2001 r. budynek biurowy znajduje się na Mokotowie i oferuje 7 200 m² powierzchni biurowej. Został sprzedany funduszowi Akron Investment CEE.
- Cybernetyki Office Centre – zlokalizowany na Mokotowie biurowiec został ukończony w 2002 r. i oferuje 7 500 m² powierzchni użytkowej. Nabywcą obiektu został Akron Investment.
- Business Centre Bitwy Warszawskiej – ukończony w 2002 r. na Ochocie budynek biurowy o powierzchni użytkowej 18 000 m². Został sprzedany funduszowi Europolis Invest.
- Crown Point, Crown Tower, Crown Square – znajdujące się obok siebie trzy budynki biurowe o powierzchni odpowiednio 10 800 m², 8 500 m² oraz 16 000 m². Dwa pierwsze zbudowano w 2004 r., ostatni 6 lat później. Crown Point oraz Crown Tower zostały sprzedane funduszowi IMAK CEE. Crown Square otrzymał certyfikat BREEAM dla obiektów zrealizowanych z oceną bardzo dobrą. Kompleks zlokalizowany jest przy Rondzie Daszyńskiego na Woli.
- Łopuszańska Business Park – otwarty w 2005 r. park logistyczny o powierzchni najmu 13 700 m² zlokalizowany we Włochach.
- Zaułek Piękna – obiekt biurowo-handlowy ukończony w 2005 r. Oferuje 8 700 m² powierzchni biurowej. Znajdujący się w Śródmieściu budynek sprzedano Invesco Real Estate.
- Villa Pan Tadeusz – kameralny budynek mieszkalny znajdujący się na Ochocie, oddany do użytku w 2005 r. W jego skład wchodzi 18 mieszkań.
- Krakowska Business Park – centrum logistyczne ukończone w 2006 r. we Włochach. Dysponuje 9 000 m² powierzchni magazynowej oraz 2 000 m² powierzchni biurowej. W roku, w którym zostało ukończone, zostało sprzedane funduszowi First Property.
- Trinity Park I, II, III – pobudowane na Mokotowie biurowce o powierzchni najmu odpowiednio 18 500 m², 23 500 m² oraz 30 000 m². Pierwszy z nich, oddany do użytku w 2006 r., został sprzedany funduszowi Arka BZWBK, drugi, oddany w 2007 został sprzedany ING Real Estate a ostatni, którego budowa zakończyła się w 2009 r., sprzedano SEB. Trinity Park III posiada certyfikat BREEAM dla obiektów zrealizowanych z oceną bardzo dobrą.
- Prosta Office Center – zrealizowany w 2006 r. obiekt biurowy o powierzchni najmu 18 600 m² usytuowany na Woli. Obiekt po ukończeniu został sprzedany funduszowi ING Real Estate.
- Marynarska Business Park – oddany do użytku w 2008 r. kompleks składający się z czterech budynków o łącznej powierzchni do wynajęcia 43 000 m². Mieści się na Mokotowie.
- Manhattan Business & Distribution Centre – ukończone w 2008 r. centrum logistyczne we Włochach. Oferuje 17 000 m² powierzchni magazynowej oraz 7 000² powierzchni biurowej.
- Senator – 6-piętrowy biurowiec zbudowany w miejscu Banku Polskiego w warszawskim Śródmieściu. Budynek o powierzchni 25 000 m² oddano do użytku w 2012 roku[3].
- Woronicza Qbik – budynek mieszkalny, oddany do użytku w 2012 r., zrealizowany w formacie soft loftów na warszawskim Mokotowie[4].
- Mokotów Nova – zlokalizowana na stołecznym Mokotowie dwu etapowa inwestycja rozpoczęta w 2010 r, oddana do użytku w 2012 roku[5]. Łącznie biurowiec ma 40 000 m² powierzchni.
- Warsaw Spire – zrealizowany w 2016 r. na warszawskiej Woli kompleks składający się z 220 metrowego wieżowca oraz dwóch 55 metrowych budynków. Obiekt dysponuje 100 000 m² powierzchni biurowej i komercyjnej oraz parkingiem na 1000 samochodów. W Warsaw Spire mieści się m.in. siedziba firmy Ghelamco Poland.
- Foksal 13/15 – zrealizowana w latach 2016–2019 inwestycja polegająca na remoncie dwóch sąsiadujących kamienic przy ulicy Foksal w Śródmieściu. Kamienicy pod numerem 13 została przywrócona forma z końca XIX wieku kosztem wyglądu nadanego w latach 30. XX wieku, co wzbudzało kontrowersje w środowisku konserwatorskim. Kompleks oferuje w sumie 55 mieszkań oraz garaż podziemny na 64 samochody[6][7].
- The Warsaw Hub – ukończony w 2020 roku kompleks biurowo-hotelowy zlokalizowany przy rondzie Ignacego Daszyńskiego. Składa się z dwóch 130-metrowych budynków pełniących funkcje biurowe oraz jednego 85 metrowego, w którym znajduje się hotel. Łączna powierzchnia biurowa kompleksu wynosi ok. 75 000 m².
- Warsaw Unit – ukończony w 2021 roku 202-metrowy wieżowiec. Budynek znajduje się przy rondzie Ignacego Daszyńskiego i oferuje 57 000 m² powierzchni biurowej.
- The Bridge – ukończony w 2025 roku 174-metrowy wieżowiec. Budynek został zlokalizowany u zbiegu ulic Grzybowskiej i Towarowej. Po ukończeniu wnętrz budynek będzie oferował 47 000 m² powierzchni biurowej. Wieżowiec został wkomponowany w zabytkowy budynek z 1958 roku będącym niegdyś siedzibą wydawnictwa Bellona.

## Poza Warszawą
- Żabia Wola Business Park zbudowane w 2003 r. centrum logistyczne w Żabiej Woli pod Warszawą. Dysponuje 20 000 m² powierzchni magazynowo-biurowej.
- Bema Plaza – ukończony w 2008 r. we Wrocławiu biurowiec oferuje 28 000 m² powierzchni biurowej. Sprzedano go funduszowi Deka.
- Katowice Business Point – zrealizowany w 2010 r. w Katowicach obiekt biurowy oferujący 17 000 m² powierzchni najmu. Budynek posiada certyfikat BREEAM dla obiektów ukończonych z wynikiem bardzo dobrym.
- Rezydencja Tumska – zbudowany we Wrocławiu w 2008 r. budynek składa się z 71 mieszkań i wchodzi w skład kompleksu Bema Plaza.
- Craft – biurowiec ukończony w 2023 roku, znajdujący się przy ulicy Chorzowskiej w Katowicach. Budynek mierzy 55 metrów wysokości i oferuje 6 700 m² powierzchni biurowej.

## Planowane
- Chopin Tower – planowany 130-metrowy wieżowiec przy placu Europejskim, u zbiegu ulic Grzybowskiej i Wroniej. Budynek ma powstać w sąsiedztwie wieżowca The Bridge i będzie pełnił funkcje biurowe. Budowa ma się rozpocząć w drugim kwartale 2026 roku[8][9].
- Sobieski Tower – planowany warszawski wieżowiec mający stanąć przy placu Zawiszy w dzielnicy Ochota. Budynek ma osiągnąć 130 metrów wysokości i zapewnić 77 500 m² powierzchni z czego 43 000 m² zajmą biura. Rozpoczęcie budowy zostało zaplanowane na pierwszy kwartał 2025 roku. Szacowany koszt inwestycji to 250-300 mln zł[10][11][12].

## W trakcie realizacji
- Vibe – budowany od 2022 roku kompleks biurowy zlokalizowany przy ulicy Towarowej w warszawskiej dzielnicy Wola. Pierwsza faza kompleksu została już ukończona, zakładała ona wybudowanie 45-metrowego biurowca, posiadającego 13 kondygnacji z czego dwie podziemnie. Budynek oferuje 15 000 m² powierzchni biurowej oraz parking na 110 samochodów. Ukończenie drugiej fazy, która zakłada wybudowanie 95-metrowej wieży jest zaplanowane na 2026 rok. W ramach kompleksu zostały zaplanowane restauracje oraz przestrzeń do organizacji wydarzeń[13][14].

## Zarzucone
- Synergy Business Park – inwestycja zapowiadana od 2008, wciąż nie ruszyła. W 2008 roku inwestycja została zawieszona z powodu kryzysu, następnie pomysł wrócił w roku 2016, kiedy to powrócono do planów budowy kompleksu biurowego, jednakże żadne prace się nie rozpoczęły. Ostatni wzmianka o inwestycji pojawiła się w 2022 roku kiedy Prezydent Wrocławia wydał decyzję  w związku z planem zagospodarowania działki, na której miała powstać inwestycja, jednak od tamtego momentu żadne prace się nie rozpoczęły[15][16][17].

## Działalność w Rosji i na Ukrainie
Działalność na rynku rosyjskim ogranicza się do centrum dystrybucyjnego Dmitrov Logistics Park o powierzchni magazynowej 228 000 m² w okolicach Moskwy. Planowana jest również budowa Dmitrov Logistics Park II oferującego 150 000 m² powierzchni najmu. Na Ukrainie 31 października 2008 belgijski minister Yves Leterme oficjalnie otworzył park logistyczny Kopylov o powierzchni magazynowej 26 150 m². Grupa planuje powiększenie istniejącego parku o dodatkowe 20 000 m² magazynów. Około 20 km od Kijowa firma planuje realizacje całego osiedla Warsaw Road o całkowitej powierzchni zabudowy około 120 000 m². Miałyby się tam znaleźć domy jednorodzinne, bliźniaki, domy szeregowe, niska zabudowa wielorodzinna, obiekty handlowe oraz szkoła.